# 1874 v loďstvech
Tento článek obsahuje významné události v oblasti loďstev v roce 1874.

## Lodě vstoupivší do služby
- 13. leden –  USS Roanoke – monitor [1]
- červen –  SMS Erzherzog Albrecht – kasematová loď, samostatná jednotka
- 15. prosince –  Principe Amedeo – obrněná loď třídy Principe Amedeo
- USS Alarm – experimentální torpédový člun
- Novgorod – pobřežní bitevní loď